# Apollo et Hyacinthus
Pour les articles homonymes, voir K38.
Apollo et Hyacinthus, K. 38, est un opéra en trois actes de Wolfgang Amadeus Mozart, sur un livret en latin de Rufinus Widl (en). Il a été créé le 13 mai 1767 à l'université de Salzbourg, en compagnie d'une tragédie parlée inspirée d'Hérodote intitulée Clementia Croesi.
C'est le premier véritable opéra de Mozart, alors âgé de 11 ans (Die Schuldigkeit des ersten Gebotes étant en fait un oratorio). Comme le suggère son titre, cet opéra s'inspire de la mythologie grecque, racontée dans les Métamorphoses du poète romain Ovide. La légende raconte que Hyacinthe mourut accidentellement lorsqu'un disque lancé par Apollon l'atteignit à la tête. Un autre mythe indique également que ce fut le dieu du vent Zéphyr le responsable de la mort de Hyacinthe. Zéphyr, jaloux d'Apollon, souffla sur le disque pour le dévier de sa trajectoire, afin qu'il blesse et tue Hyacinthe. À la mort de ce dernier, Apollon le changea en fleur, la jacinthe, qui poussa grâce au sang de Hyacinthe. Le librettiste et prêtre Rufinus Widl modifia l'histoire (les personnages de Zéphyr, Apollon et Hyacinthe étant clairement homosexuels) en y ajoutant Mélia, la sœur de Hyacinthe, ceci afin que l’œuvre soit bonne moralement,.

## Distribution
| Rôle                       | Tessiture        | Créateur du rôle                                                           |
| -------------------------- | ---------------- | -------------------------------------------------------------------------- |
| Oebalus, roi de Lacédémone | ténor            | Mathias Stadler, étudiant de théologie et de droit, âgé de 22 ans.         |
| Mélia, fille d'Oebalus     | soprano travesti | Felix Fuchs, choriste et étudiant de première année, âgé de 15 ans.        |
| Hyacinthe, fils d'Oebalus  | soprano          | Christian Enzinger, choriste et étudiant de première année, âgé de 12 ans. |
| Apollon                    | contralto        | Johann Ernst, choriste, âgé de 12 ans.                                     |
| Zéphyr, ami de Hyacinthus  | contralto        | Joseph Vonterthon, étudiant de quatrième année, âgé de 17 ans.             |
| Premier prêtre d'Apollon   | basse            | Joseph Bründl, élève de la classe de poésie, âgé de 18 ans.                |
| Second prêtre d'Apollon    | basse            | Jakob Moser, étudiant de quatrième année, âgé de 16 ans.                   |

## Argument

### Acte I
L’intermède commence par un bref récitatif. Oebalus et son fils, Hyacinthe, sont en train de préparer une offrande au dieu Apollon. Zéphyr, qui n’aime pas Apollon, prétend que les sacrifices devraient être aussi faits à d’autres dieux. Les paroles de Zéphyr mettent en colère Apollon, et même un bref chœur chanté en l’honneur du dieu ne le satisfait pas. Il envoie un coup de tonnerre pour renverser le vin du sacrifice, éteindre le feu et disperser toutes les personnes rassemblées. Hyacinthe, cependant, ne s’inquiète pas : les dieux, chante-t-il, « deviennent attachés aux humains, tout en conservant leur autorité, à la fois par la bonté et la menace ». Apollon apparaît soudain déguisé en berger. Il se présente et déclare qu’il veut épouser Mélia, la sœur de Hyacinthe. « Hélas ! crie Zéphyr, Apollon me vole donc celle que j’aime ! »,.

### Acte II
Oebalus et Mélia expriment leur bonheur devant leur bonne fortune. « Notre maison sera celle des dieux », dit Oebalus. Quand Mélia demande où est parti Apollon, il répond qu’il est allé lancer le disque dans le pré avec Hyacinthe et Zéphyr. Zéphyr revient avec une terrible nouvelle : Hyacinthe a été frappé et tué par un disque lancé par Apollon. Oebalus part à la recherche de son fils. Dans un aparté, Zéphyr admet avoir tué Hyacinthe. Quand Apollon apparaît, le dieu est si en colère qu’il ordonne que Zéphyr soit emporté par le vent. Mais Mélia n’est pas convaincue de l’innocence d’Apollon et, dans un duo qui est un des points culminants de l’œuvre, lui ordonne de partir et de ne jamais revenir,.

### Acte III
Oebalus trouve son fils encore en vie, « sur les rives de l’Eurotas ». Avant de rendre l’âme, Hyacinthe dit à son père que Zéphyr est celui qui a lancé le disque. Mélia arrive avec la nouvelle qu’elle a ordonné à Apollon de quitter le royaume. Après qu’Oebalus a expliqué que Zéphyr a tué son frère, ils craignent d’avoir définitivement offensé Apollon, de qui dépend la protection du royaume. « Hélas ! Quel jour de désastre ! » chantent-ils dans un duo. Leurs inquiétudes sont sans fondement. Apollon, parti « éperdu d’amour pour Hyacinthe » revient et transforme son ami en une fleur. Il pardonne à Oebalus, et assure Mélia de son amour. Le roi accorde la main de Mélia à Apollon ; tous les trois expriment leur joie dans un trio final,.